# Flüeli-Kapelle

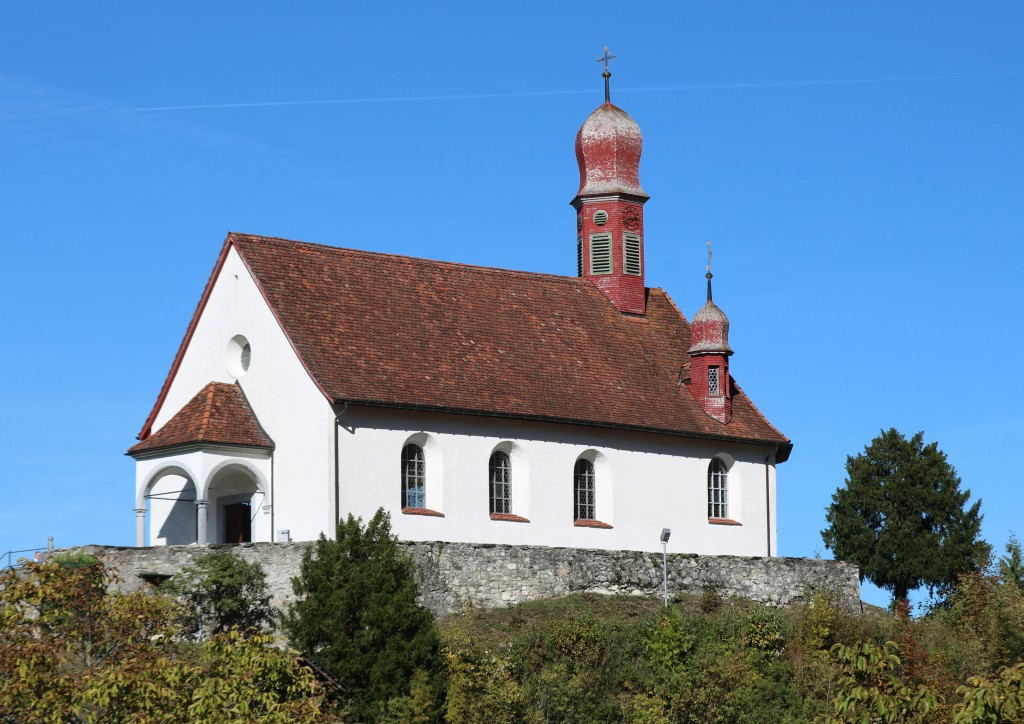
Flüeli-Kapelle

Die Flüeli-Kapelle, offiziell Kapelle St. Karl Borromäus, ist die Dorfkapelle von Flüeli-Ranft im Schweizer Kanton Obwalden aus dem Jahr 1618. Sie steht als Kulturgut von nationaler Bedeutung unter Denkmalschutz.

## Geschichte

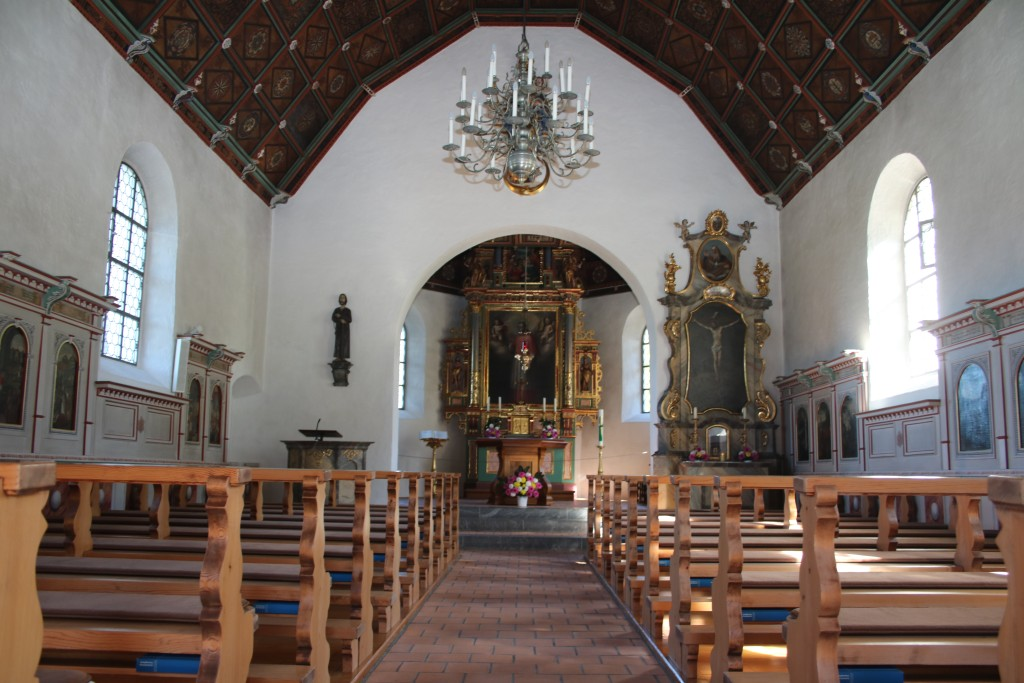
Blick auf den Altarraum

Die Kapelle steht auf dem Felsen, der den alten Ortsteil des Flüelis von dem Sarneraatal abschirmt. Dieser Felsen (althochdeutsch: fluoh; neuhochdeutsch: Fluhe, Flühe, diminutiv: Flühli) gab dem Ort und der Familie des Bruder Klaus (von Flüe) den Namen.
Die Kapelle wurde von 1614/1615 bis 1618 unter dem Sachsler Pfarrer Johannes Zimmermann (1568–1629) erbaut. Das war die Zeit kurz vor dem Ausbruch des Dreissigjährigen Krieges, als es kaum noch grosse Bauvorhaben gab. Johannes Zimmermann war auch zusammen mit seiner Schwester Verena Stifter der Kapelle. Weiterer Stifter war der Landseckelmeister Kaspar Rohrer († 1617), und auch die Regierung trug 100 Gulden zum Bau bei. Auf Bitten Zimmermanns und der Regierung stifteten sieben katholische Orte Standesscheiben. Als Glasmaler wird Michael Müller (Künstler, 1570) genannt.
Die Kapelle wurde am 16. Oktober 1618 durch den Weihbischof von Konstanz Johann Jakob Mirgel (1559–1629) zu Ehren des heiligen Karl Borromäus geweiht. Der Mailänder Erzbischof Karl Borromäus (1538–1584) war ein früher Verehrer von Bruder Klaus (1417–1487), wie seine Wallfahrt zu dessen Grab im Jahr 1570 belegt. Acht Jahre vor der Weihe der Kapelle wurde er heiliggesprochen.
Die von Bruder Klaus 1482 gestiftete Ranft-Pfrund wurde zwei Jahre nach dem Bau der Kapelle 1621 durch eine Ergänzung des Stiftbriefs vom Ranft aufs Flüeli verlegt. Darin hat der Kirchenrat von Sachseln in 17 Punkten den Stiftbrief von 1482 näher umschrieben und ergänzt, so dass die seitdem auch als Kaplaneipfründe bezeichnete Stiftung alle drei Kapellen, im Ranft und auf dem Flüeli, sowie das Sigristenhaus und die ehemalige Waldbruderei im Ranft und die Kaplanei im Flüeli umfasst. Der erste Kaplan auf dem Flüeli ab 1621 – zuvor gab es seit 1477 Kapläne im Ranft – war Johann Wolf vom Schwendi.
Der Sachsler Pfarrer Pirmin Wirz (1773–1833) stiftete der Kapelle 1823 eine Orgel, die eine frühere Orgel von 1805 auf der Chorempore ersetzte.
Bei den Renovierungsarbeiten in den Jahren 1868 bis 1870 erhielt das mittlere Dachtürmchen einen Spitzhelm. 1883 wurde das Langhaus um eine Fensterachse um 4,5 Meter verlängert und ein Vorzeichen angebaut, das auf italienische Vorbilder zurückgeht. Gleichzeitig wurden zusätzliche Rundbogenfenster ausgebrochen und die Empore mit einer neuen Orgel vom Orgelbauer Johann Andreas Otto aus Luzern eingebaut. Nachdem 1909 eine der beim Bau gestifteten Wappenscheiben bei einem Einbruch zerstört worden war, wurden die verbliebenen Scheiben in den Fenstern des Chors montiert. Die Kapelle wurde zuletzt 1980/1981 restauriert. Neben diversen Erneuerungen wurde dabei ein neuer Zelebrationsaltar installiert, die Kanzel holte man auf das Niveau des Chorbodens herunter, es wurde eine Bodenheizung installiert und darüber handgeschöpfte Tonplatten verlegt. Das Dachtürmchen, welches 1883 einen störenden, biedermeierlichen Helm erhalten hatte, erhielt wieder seinen ursprünglichen Abschluss. Der Beichtstuhl wurde aus dem Chor genommen und unter die Empore versetzt.
Im April 2020 wurden die beiden Zwiebeltürme der Kapelle renoviert und dabei neu mit Kupferschindeln anstatt Holzschindeln eingedeckt.

## Baustil
Von den drei Kapellen im Flüeli ist die Borromäuskapelle die jüngste, kunst- und kulturgeschichtlich jedoch die interessanteste. Stilistisch ist sie in die Renaissance einzuordnen. Das Äussere der Kapelle ist von schlichter Zurückhaltung. Der polygonale Sakristeianbau und die drei zierlichen Dachreiter mit ihren auf den Frühbarock weisenden welschen Hauben tragen zu einer festlichen Silhouettenwirkung bei. Die eleganten kuppelartigen Hauben mit ihrem leuchtend roten Schindeldach gehören zu den frühesten derartigen Dachformen in der Zentralschweiz und wurden erst im 17. Jahrhundert populär.

## Ausstattung

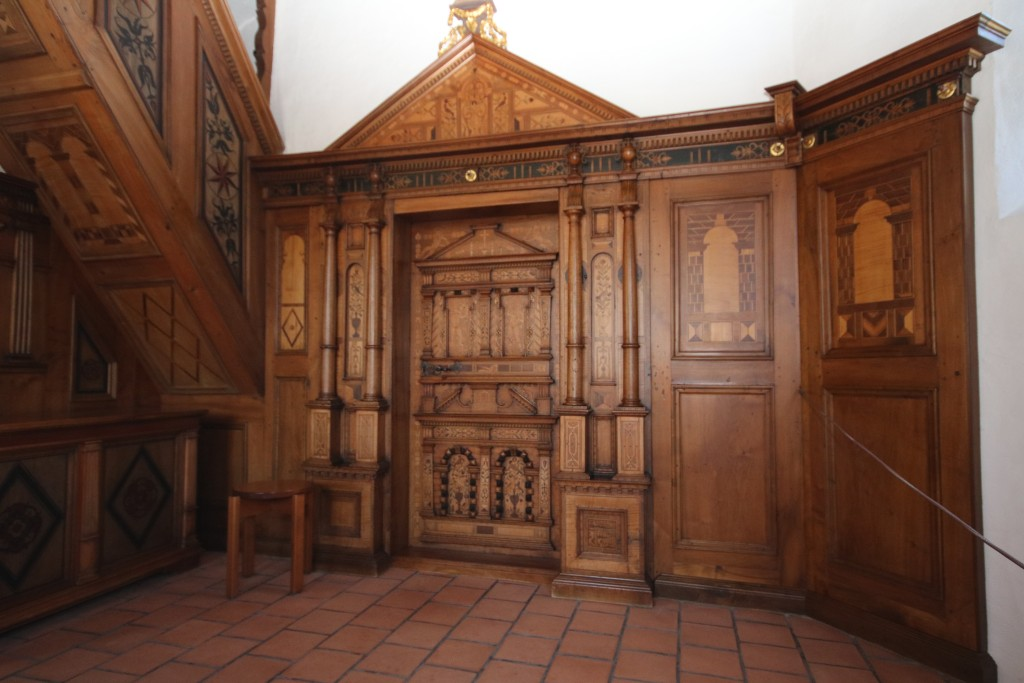
Wandtäfer im Chor mit aufwändigen Einlegearbeiten
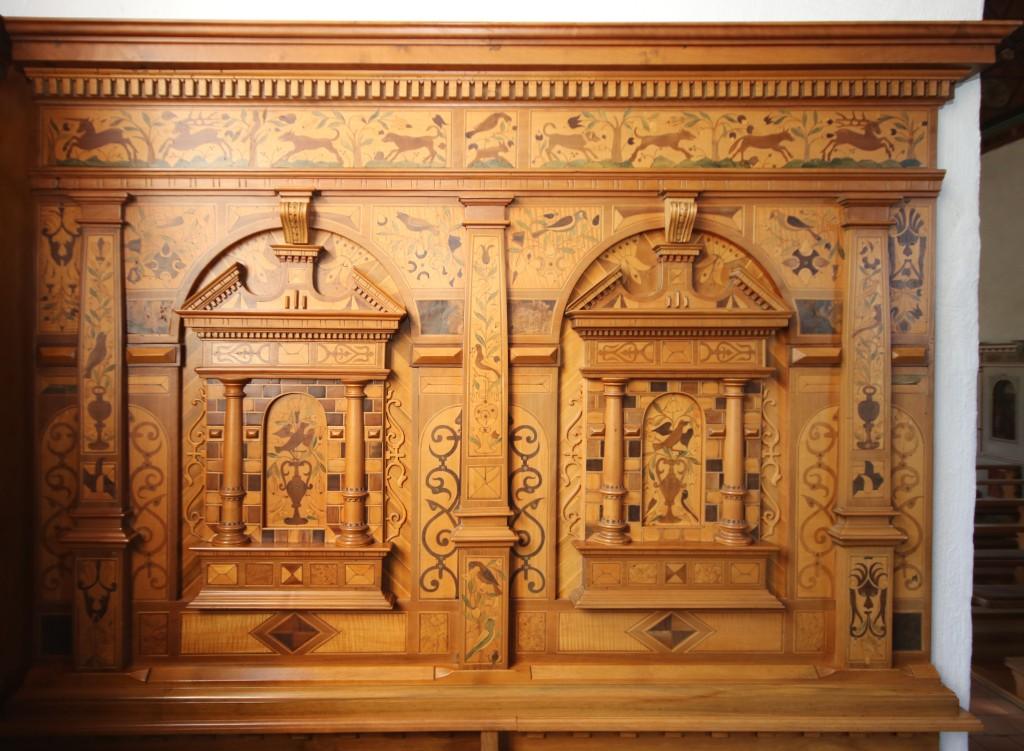
Detail des Täfers, im oberen Fries eine Jagd mit Hunden, Einhorn, Hirschen, Wolf und Hase
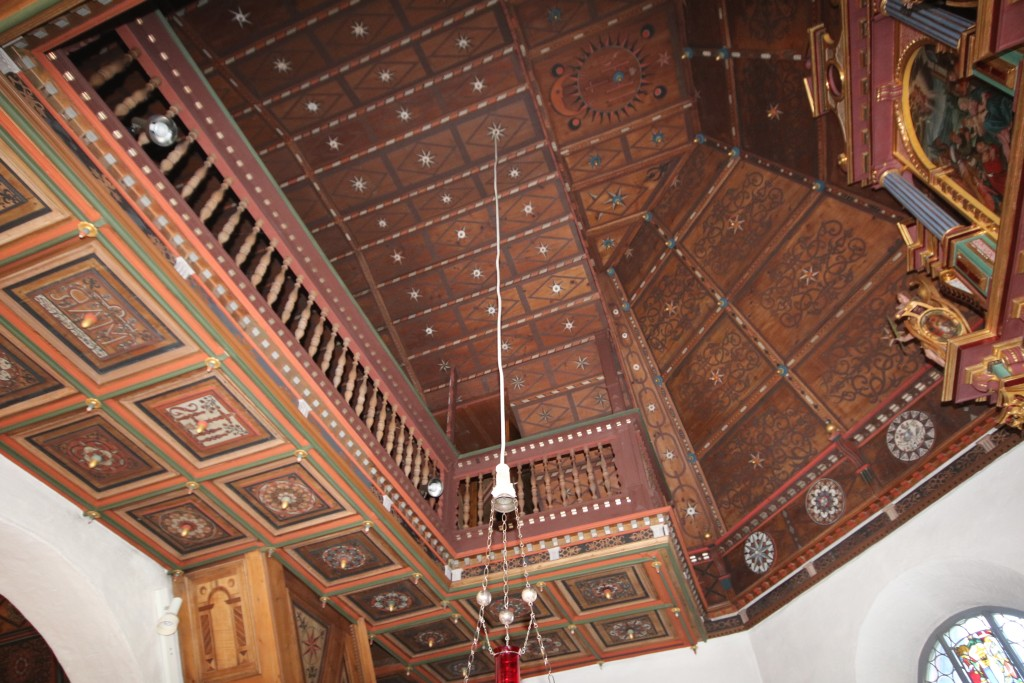
Empore und Decke im Chor
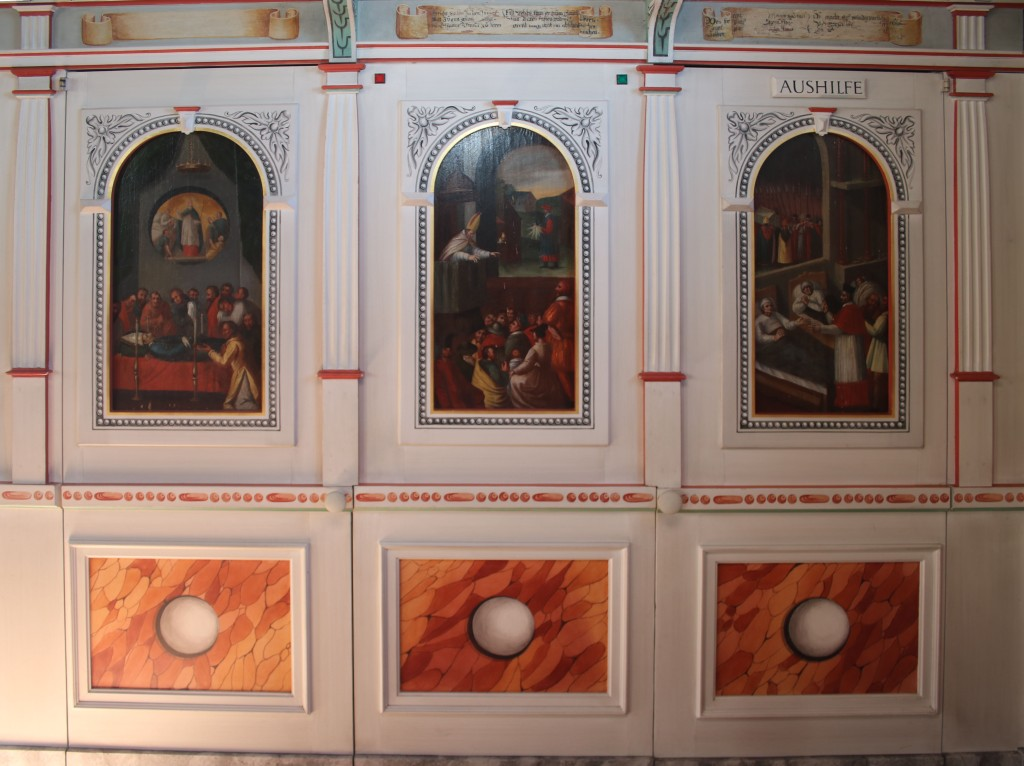
Wandtäfer mit Ölgemälden
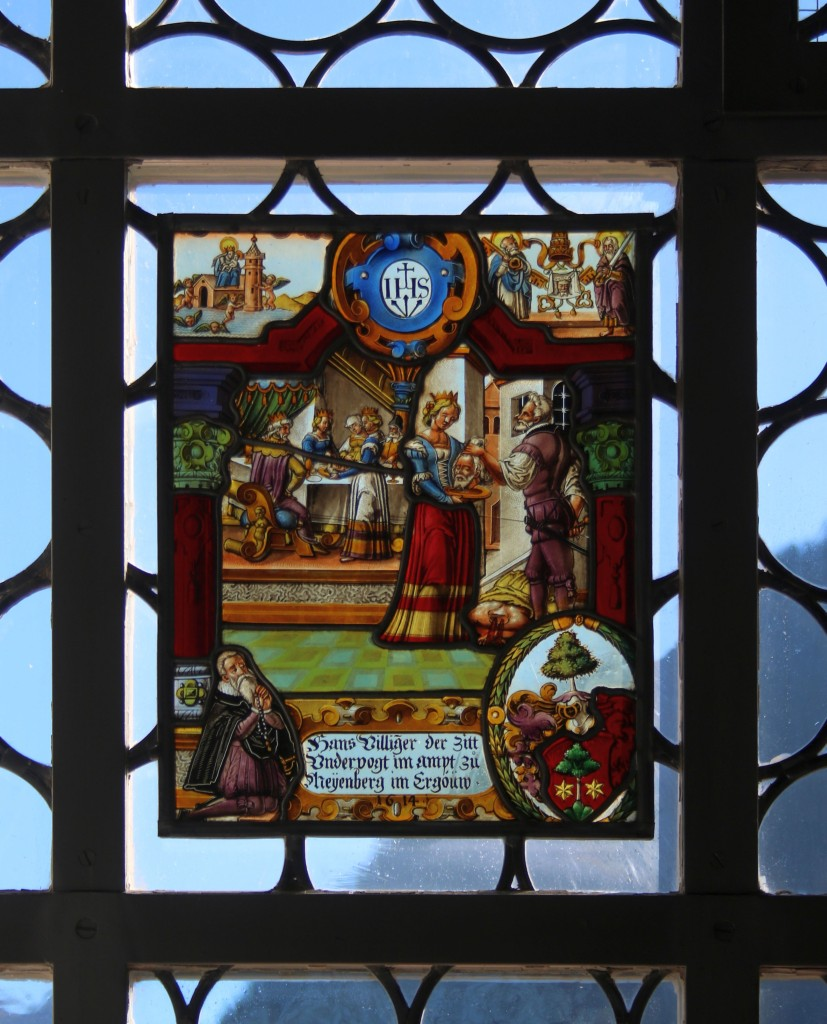
Glasgemälde in einem der Fenster, von Hans Villiger gestiftet, datiert 1614
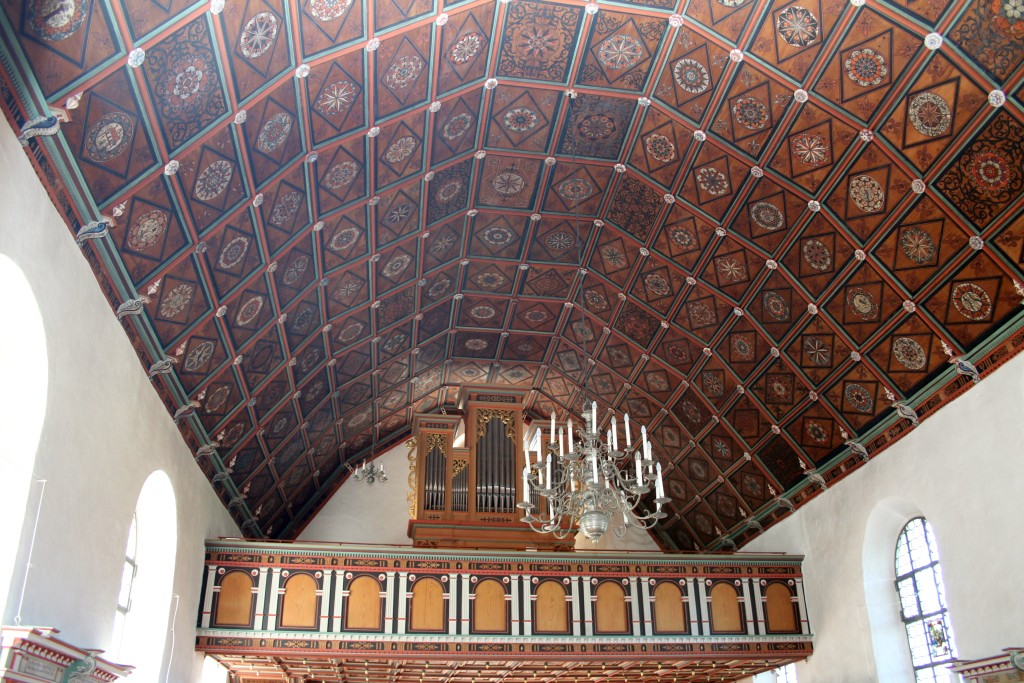
Orgelempore und Decke

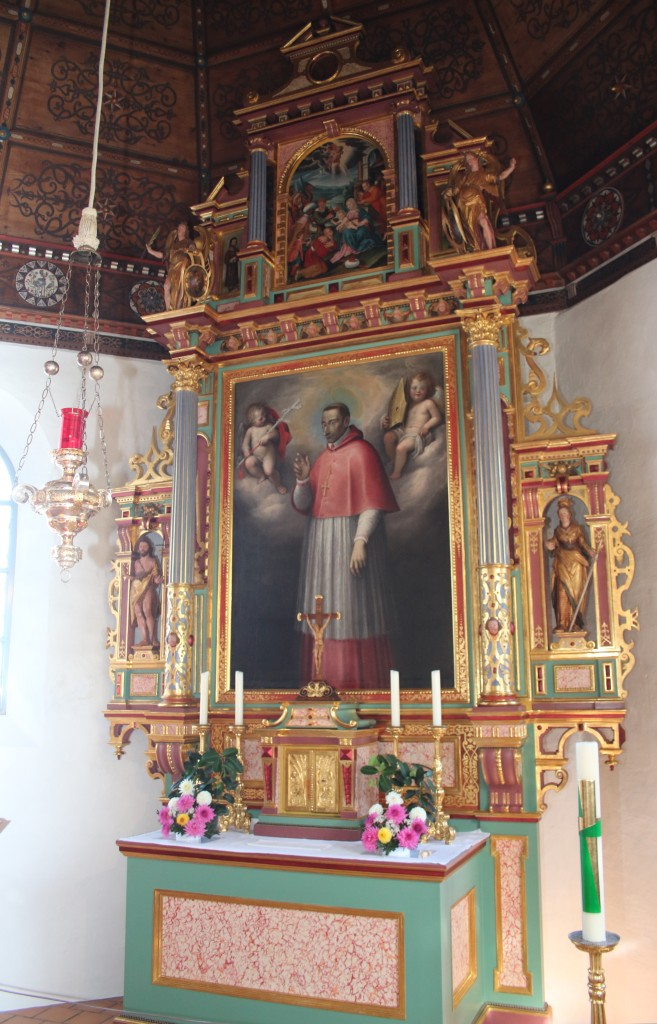
Der Hochaltar

«Die Flüeli-Kapelle ist eine der interessantesten Kapellenbauten der Zentralschweiz.»

Der wertvollste Schmuck der Kapelle sind die Einlegearbeiten am Chortäfer und an der Türe zur Sakristei. Diese sind mit Blumenvasen, Vogeln, Putten, Blattwerk, Quasten und Perlschnüren verziert. Weitere Höhepunkte sind die in Intarsienmanier gemalten Walmdecken im Schiff und im Chor. Sie bestehen aus Feldern, die im Chor mit reicher Ornamentbemalung mit Rosetten, Rahmen und Beschlägwerk verziert sind. Die Felderdecke des Schiffs ist wechselnd mit blumen- und sternförmigen Rosetten mit Vogelmotiven und einfacher Beschlagwerkornamentik verziert. Als Besonderheit ist im Chorraum eine Empore angebracht.
Der frühbarocke Hochaltar stammt aus der Bauzeit und wurde von Graf Alfonso Casati (1594–1621) gestiftet, dem in Luzern residierenden spanischen Gesandten bei den eidgenössischen Orten. Der Altar hat einen zweistöckigen Aufbau und vertritt den Typus des streng architektonisch gegliederten Renaissance-Retabels. Das Hauptbild ist ein Werk der italienischen Schule und zeigt den heiligen Karl Borromäus in portraithafter Vollfigur. In der Bekrönung ist die Anbetung der Könige dargestellt. Auf der rechten Stirnseite befindet sich ein Seitenaltar von 1768, der eine Kopie des Bruder-Klausen-Gemäldes von Johann Melchior Wyrsch enthält. Das Original befindet sich im Rathaus von Sarnen. Auf der linken Stirnseite befindet sich eine Kanzel, die vor der Renovierung von 1980/1981 an der Wand dahinter befestigt war, neben einer lebensgrossen Bruder-Klaus-Statue. Dort hängt nun eine kleinere Statue, eine Kopie der Bruder-Klausen-Statue von 1504. Über dem Scheitel des Chorbogens thront eine barocke Madonnenstatue (Maria die Himmelskönigin) aus der Zeit um 1600.
Die Wände im Schiff sind mit einem polychromen Brusttäfer verkleidet mit rundbogigen Füllungen. In das Täfer sind zwei Bildzyklen aus dem 17. Jahrhundert mit insgesamt 19 Ölbildern auf Leinwand eingelassen. Diese zeigen rechts neun Szenen aus dem Leben von Bruder Klaus und links zehn Bilder aus dem Leben des heiligen Karl Borromäus. In den Fenstern der Kapelle sind acht Glasgemälde aus der Zeit von 1614 bis 1619 angebracht. Diese wurden von den katholischen Orten und privaten Stiftern geschenkt. In der Sakristei befindet sich ein mächtiges Buffet aus dem 17. Jahrhundert.
Die heutige Orgel wurde 1983 eingeweiht und stammt von Orgelbau Mathis aus Näfels. Sie besitzt acht Register auf zwei Manualen und Pedal.
Die Kapelle verfügt über drei Glocken: Eine Septimglocke von 1678 der Firma Jacob und Daniel Sprüngli aus Zofingen sowie zwei Oktavglocken der Firma H. Rüetschi in Aarau von 1980. Eine 374 Pfund schwere Gussstahlglocke war 1871 in den Turm gehängt worden, war seit 1966 von einer elektrischen Läutmaschine angetrieben und wurde später wieder entfernt. Ebenso befand sich zeitweise eine kleinere Glocke von 1575 im Turm.

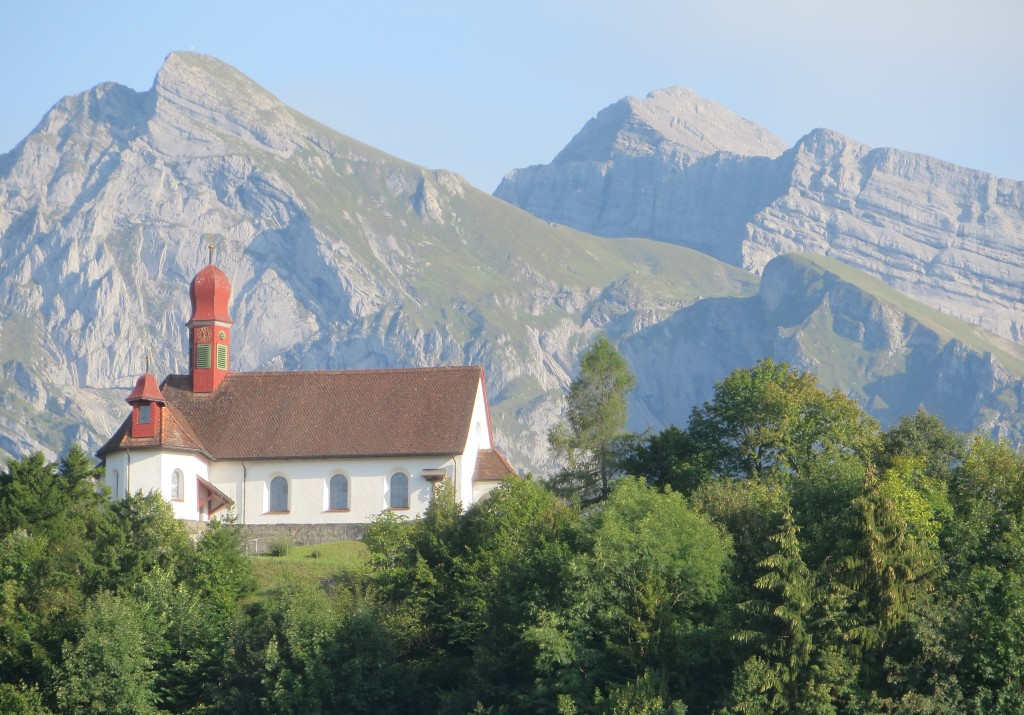
Ansicht der Kapelle von unten (Norden), im Hintergrund das Nünalphorn und der Huetstock